# Allan B. Magruder
Allan Bowie Magruder, född 1775, död 16 april 1822 i Opelousas, Louisiana, var en amerikansk politiker (demokrat-republikan). Han representerade delstaten Louisiana i USA:s senat 1812-1813.
Magruder studerade juridik och inledde 1796 sin karriär som advokat. Magruder och Jean N. Destréhan valdes 1812 till de två första senatorerna då Louisiana blev delstat. Destréhan avgick den 1 oktober innan han hade hunnit officiellt tillträda sitt ämbete. Magruder däremot tog emot sitt mandat som gällde bara till mars 1813. Han efterträddes då av Eligius Fromentin.